# Meizu C9
Meizu C9 та Meizu C9 Pro — смартфони початкового рівня, розроблені Meizu. Були представлені 6 грудня 2018 року. Основними відмінностями між моделями є кількість пам'яті та фронтальна камера.

## Дизайн
Екран виконаний зі скла, а корпус — з пластику.
Знизу розміщені роз'єм microUSB, мікрофон та 3,5 мм аудіороз'єм, а справа — гойдалка регулювання гучності та кнопка блокування. Спереду над дисплеєм розміщені сенсор наближення/освітлення, розмовний динамік, передня камера та LED-індикатор, а ззаду — основна камера, LED-спалах, логотип та динамік. Слоти під 2 SIM-картки та карту пам'яті формату microSD до 128 ГБ розміщені під знімною задньою панеллю.
Meizu C9 продавався в чорному та синьому кольорах, Meizu C9 Pro — в чорному та золотому.

## Технічні характеристики

### Апаратне забезпечення
Смартфони отримали процесор UNISOC SC9832E з графічним процесором Mali-820MP1. Meizu C9 продавався в конфігурації 2/16 ГБ, а C9 Pro — 3/32 ГБ.
Батарея отримала об'єм 3000 мА·год. Також є можливість її самостійної заміни.
Екран IGZO IPS LCD, 5,45", 1440 × 720 (HD+) зі співвідношенням сторін 18:9 та щільністю пікселів 295 ppi.
Смартфони отримали основну камеру на 13 Мп з діафрагмою f/2.2 і автофокусом. Також Meizu C9 отримав фронтальну камеру на 8 Мп з діафрагмою f/2.2,а Meizu C9 Pro — на 13 Мп з діафрагмою f/2.0. Основна камера та передні камери обох моделей вміють записувати відео в роздільній здатності 1080p@30fps.

### Програмне забезпечення
Смартфони були випущені на Android 8.1 Oreo.